# Liste des sites mégalithiques du Leinster
Cette liste non exhaustive recense les principaux sites mégalithiques du Leinster, triés par comté. La province du Leinster rassemble douze comtés du centre-est de l'Irlande.

## Comté de Carlow
| Site                 | Type   | Notes | Coordonnées                 | Image |
| -------------------- | ------ | ----- | --------------------------- | ----- |
| Dolmen de Brownshill | Dolmen |       | 52° 50′ 14″ N, 6° 52′ 52″ O |       |

## Comté de Dublin
| Site             | Type                  | Notes | Coordonnées                 | Image |
| ---------------- | --------------------- | ----- | --------------------------- | ----- |
| Kilmashogue (en) | Complexe mégalithique |       | 53° 15′ 02″ N, 6° 16′ 02″ O |       |
| Tibradden (en)   | Tombe à chambre       |       | 53° 14′ 20″ N, 6° 16′ 53″ O |       |

## Comté de Kildare
| Site                  | Type   | Notes                      | Coordonnées                 | Image |
| --------------------- | ------ | -------------------------- | --------------------------- | ----- |
| Menhir de Punchestown | Menhir | Plus haut menhir d'Irlande | 53° 11′ 31″ N, 6° 37′ 42″ O |       |

## Comté de Louth
| Site                      | Type            | Notes                        | Coordonnées                 | Image |
| ------------------------- | --------------- | ---------------------------- | --------------------------- | ----- |
| Tombe de Townleyhall (en) | Tombe à chambre | Fait partie de Brú na Bóinne | 53° 43′ 16″ N, 6° 27′ 05″ O |       |

## Comté de Meath
| Site                     | Type                  | Notes                                                                                        | Coordonnées                 | Image |
| ------------------------ | --------------------- | -------------------------------------------------------------------------------------------- | --------------------------- | ----- |
| Brú na Bóinne            | Complexe mégalithique | Ensemble de tumulus, de mégalithes et d'enclos : Dowth, Newgrange, Knowth, Fournocks et Tara | 53° 41′ 40″ N, 6° 28′ 30″ O |       |
| Dowth                    | Tombe à chambre       | Fait partie de Brú na Bóinne                                                                 | 53° 42′ 11″ N, 6° 26′ 57″ O |       |
| Knowth                   | Tombe à chambre       | Fait partie de Brú na Bóinne                                                                 | 53° 42′ 06″ N, 6° 29′ 30″ O |       |
| Newgrange                | Tombe à chambre       | Fait partie de Brú na Bóinne                                                                 | 53° 41′ 40″ N, 6° 28′ 30″ O |       |
| Loughcrew (en)           | Complexe mégalithique | Ensemble d'une vingtaine de tombes sous tumulus                                              | 53° 44′ 41″ N, 7° 06′ 45″ O |       |
| Pierre de Fal (Lia Fáil) | Menhir                |                                                                                              | 53° 34′ 39″ N, 6° 36′ 43″ O |       |